# 公元前18世纪国家领导人列表
公元前18世纪（前1800年—前1701年）世界各国领导人列表。

## 非洲

### 古埃及
- 第二中间时期第十三王朝 (列表) –

- 塞赫姆拉·索贝霍特普一世, 法老 (前1803年–前1800年)
- 宋贝夫，法老，前1800年或前1799年－前1796年或前1795年
- 内里卡拉，法老，前1796年
- 塞赫姆卡拉，法老，前1796年－前1793年
- 阿美尼·奇茂，法老，前1793年－前1791年
- 霍特皮布拉，法老，前1791年－前1788年
- 伊乌弗尼，法老，约前1788年
- 阿蒙涅姆赫特六世，法老，前1788年－前1785年
- 赛门卡拉·内布努尼，法老，前1785年－前1783年
- 赛赫特皮布拉，法老，前1783年－前1781年
- 赛瓦杰卡拉一世，法老，约前1781年
- 内杰米布拉，法老，约前1780年
- 索贝克霍特普二世，法老，约前1735年
- 伦赛内布，法老，约前1777年
- 荷尔，法老，前1777年－前1775年
- 赛赫姆拉胡塔威·卡巴尔，法老，前1775年－前1772年
- 杰赫皮鲁，法老，前1772年－前1770年
- 赛布凯，法老，约前1770年
- 赛杰法卡拉，法老，前1770年－前1765年
- 威格夫，法老，前1794年－前1757年
- 汗杰，法老，前1764年－前1759年
- 伊米拉梅修，法老，前1759年年－ ？
- 因提夫四世，法老，约前1754年
- 赛斯·梅里布拉，法老， ？年－前1749年
- 索贝克霍特普三世，法老，约前1740年
- 内弗尔霍特普一世，法老，约前1742年－前1733年
- 西哈托, 攝政（内弗霍特普一世时）
- 索贝克霍特普四世，法老，约前1728年
- 索贝克霍特普五世，法老，约前1721年
- 索贝克霍特普六世，法老，前1719年－前1715年
- 瓦伊布拉·伊比奥，法老，约前1714年－前1702年
- 美尔奈弗拉·阿依，法老，约前1701年－前1677年

- 第二中间时期第十四王朝 (列表) –

- 雅克比姆·赛卡恩拉，法老，前1805年－前1780年
- 雅姆·努布沃赛拉，法老，前1780年－前1770年
- 卡雷·卡沃赛拉，法老，前1770年－前1760年
- 阿霍特普拉，法老，前18世纪后期
- 薛西，法老，前18世纪后期
- 内赫希，法老，约前1705年
- 卡赫鲁拉，法老，约前1705年
- 内贝法拉，法老，约前1704年
- 赛赫布拉，法老，约前1704年－前1699年

## 西亚

### 亚述
- 古亚述时期

- 沙姆希阿达德一世，国王，前1813年－前1791年或前1781年
- 伊什梅-达甘一世，国王，前1790年－前1751年
- 姆特-阿什库尔，国王，前1730年-前1720年
- 里姆什，国王，前1720年-前1710年
- 阿辛努姆，国王，前1710年-前1706年
- 空位时代的篡位者：亚述杜古尔、亚述阿帕拉伊迪、纳西尔-辛、辛-纳米尔、伊布基-伊什塔尔、阿达德萨路路，前1706年－前1700年
- 阿达西（Adasi），国王，前1720年-前1701年

### 巴比伦尼亚
- 巴比伦第一王朝（古巴比伦王国)）

- 辛·穆巴里特，国王，前1812年－前1793年
- 汉谟拉比，国王，前1793年－前1750年
- 萨姆苏·伊路那，国王，前1750年－前1712年
- 阿比·埃苏赫，国王，前1712年－前1684年

### 埃兰
- 埃帕蒂德王朝

- Kuk-Nashur二世，埃兰、西马什、苏萨的苏卡马和苏卡尔，？
- Shirukduh，苏卡马，约前1790年前后
- Shimut-Wartash一世，？
- Siwe-Palar-Hupak，苏萨的苏卡马和苏卡尔、埃兰王，约前1765年前后
- Kuduzulush一世，苏萨的苏卡马和苏卡尔， ？
- Kutir-Nahhunte一世，苏卡马，约前1710年前后
- Atta-Merra-Halki，？

### 埃勃拉
- 埃勃拉第三王国

- Immeya, 国王, 约前1750年前后－约前1725年前后

## 东亚

### 中国
| 姓名   | 头衔   | 王朝 | 起始年       | 终止年       | 备注 |
| ------ | ------ | ---- | ------------ | ------------ | ---- |
| 槐     | 夏后氏 | 夏朝 | 约前1833年   | 约前1790年   |      |
| 芒     | 夏后氏 | 夏朝 | 约前1789年   | 约前1732年   |      |
| 泄     | 夏后氏 | 夏朝 | 约前1730年   | 约前1706年   |      |
| 不降   | 夏后氏 | 夏朝 | 约前1702年   | 约前1644年   |      |
| 王亥   |        | 先商 | 杼十三年     | 泄十二年     |      |
| 王恒   |        | 先商 | 泄十二年     | 泄十六年     |      |
| 上甲微 |        | 先商 | 泄十六年     | ？           |      |
| 报乙   |        | 先商 | 公元前18世纪 | 公元前18世纪 |      |
| 报丙   |        | 先商 | 公元前18世纪 | 公元前18世纪 |      |